# Marvin, Marvin
A Marvin, Marvin (eredeti cím: Marvin Marvin) 2012 és 2013 között vetített amerikai vígjátéksorozat, amelyet Jon Ross és Jeff Bushell készített. A főbb szerepekben Lucas Cruikshank, Pat Finn, Mim Drew, Victory Van Tuyl és Jacob Bertrand látható.
Amerikában 2012. november 24-én mutatták be a Nickelodeonon. Magyarországon 2013. június 2-án mutatták be szintén a Nickelodeonon.
Marvin Marvin, egy idegen tinédzser fiú, aki alkalmazkodik az emberi élethez.  A műsor Cruikshank távozása után ért véget.

## Cselekmény
Marvin Portlandben él. Marvin földönkívüli, akit azért küldtek a Földre a szülei, hogy megvédje őt Klootontól. Új szülei, Bob és Liz felügyelete alatt tipikus amerikai tinédzserként próbál alkalmazkodni. Testvérei, Teri és Henry, valamint a huncut nagyapja, Pop-Pop segít neki.

## Szereplők
| Színész          | Szerepe                | Magyar hang     |
| ---------------- | ---------------------- | --------------- |
| Lucas Cruikshank | Marvin                 | Kováts Dániel   |
| Pat Finn         | Robert "Bob" Forman    | Haagen Imre     |
| Mim Drew         | Elizabeth "Liz" Forman | Orosz Anna      |
| Victory Van Tuyl | Teri Forman            | Nagy Blanka     |
| Jacob Bertrand   | Henry Forman           | Boldog Gábor    |
| Casey Sander     | Nagypapa               | Törköly Levente |

## Premierek
| Ország                    | Csatorna    | Premier napja      |
| ------------------------- | ----------- | ------------------ |
| Amerikai Egyesült Államok | nickelodeon | 2012. november 24. |
| Magyarország              | nickelodeon | 2013. június 2.    |
| Kanada                    | nickelodeon | 2013. március 25.  |
| Spanyolország             | nickelodeon | 2013. április 5.   |
| Egyesült Királyság        | nickelodeon | 2013. április 5.   |
| Németország               | nickelodeon | 2013. április 26.  |

## Epizódok
| Sorszám | Hivatalos epizódcím          | Hivatalos premier  | Hivatalos magyar cím           | Hivatalos magyar premier |
| ------- | ---------------------------- | ------------------ | ------------------------------ | ------------------------ |
| 1.      | Pilot                        | 2012. november 24. | Bevezető                       | 2013. június 2.          |
| 2.      | Improbable Story             | 2012. december 1.  | Hihetetlen Történet            | 2013. június 30.         |
| 3.      | Toothache                    | 2012. december 8.  | Fogfájás                       | 2013. június 16.         |
| 4.      | Ice Pop Pop                  | 2012. december 15. | Tegyük papit a jégre           | 2013. július 7.          |
| 5.      | Burger On a Bun              | 2013. január 5.    | Hamburger Kifiben              | 2013. július 21.         |
| 6.      | Marvin and the Cool Kids     | 2013. január 12.   | Marvin és a vagány srácok      | 2013. július 14.         |
| 7.      | Scary Movie                  | 2013. január 19.   | Horror film                    | 2013. július 28.         |
| 8.      | Double Date                  | 2013. január 26.   | Dupla Randi                    | 2013. június 9.          |
| 9.      | Basketball                   | 2013. február 2.   | Kosárlabda                     | 2013. június 23.         |
| 10.     | Space-Cation                 | 2013. február 9.   | Űrvakáció                      | 2013. augusztus 4.       |
| 11.     | Battle of the Bands          | 2013. február 16.  | Banda háború                   | 2013. október 20.        |
| 12.     | Marvin Gets a Pet            | 2013. február 23.  | Marvin kisállata               | 2013. október 27.        |
| 13.     | Calm Palm                    | 2013. március 2.   | Nyugi tenyér                   | 2013. október 13.        |
| 14.     | St. Glar Kai Day             | 2013. március 16.  | Szent Glar Kai napja           | 2013. november 17.       |
| 15.     | The Amazing Comic Book Thief | 2013. március 30.  | Egy képregény tolvaj kalandjai | 2013. november 24.       |
| 16.     | Marvin's Day Off             | 2013. április 6.   | Marvin és a könyv klub         | 2013. december 1.        |
| 17.     | House Party                  | 2013. április 13.  | Házi buli                      | 2013. december 15.       |
| 18.     | Mr. Earth                    | 2013. április 20.  | Mr. Föld                       | 2013. december 8.        |
| 19.-20. | Big Time Marvin              | 2013. április 27.  | Klerg veszély a köbön          | 2013. november 3/10.     |